# 프랭크 쇼터
프랭크 찰스 쇼터(Frank Charles Shorter, 1947년 10월 31일 ~ )는 미국의 육상 선수로 1972년 뮌헨 올림픽 마라톤 금메달리스트였다.
부친이 서독 주둔 미군의 의사로 지낸 뮌헨에서 태어나 뉴욕주 미들타운에서 자라왔다.
1969년 예일 대학교를 위하여 NCAA 6 마일 달리기를 우승한 후, 1970년 상파울루에서 자신의 첫 마라톤을 이겼다. 이듬해, 팬아메리칸 게임에서 10,000m와 마라톤을 둘다 우승하였다.
1972년 뮌헨 올림픽에서 10,000m에 처음으로 나간 쇼터는 5위를 하였으나, 마라톤에서 2시간 12분 19.8초로 승리를 거두었다. 그의 올림픽 성공은 그해 최고 미국 아마추어 선수로 설리번 상으로 인정되었다.
4년 후, 몬트리올 올림픽에서 2연승을 향하였지만, 동독의 발데마르 치르핀스키에게 밀려 은메달에 그쳤다.
육상을 떠나서 쇼터는 자신의 스포츠용품 회사를 창립하고 텔레비전 스포츠 해설자를 지냈으며, 스포츠 운영에 관련되었다.
미국 올림픽 명예의 전당(1984년), 국립 육상 명예의 전당(1989년)에 헌액되었다.